# Parnassius glacialis
Parnassius glacialis – gatunek motyla z rodziny paziowatych. Występuje w Japonii (Hokkaido, Honsiu, Sikoku), wschodnich Chinach (Hubei, Szantung, Jiangsu, Anhui, Zhejiang), północnej i południowej Korei. Angielska nazwa tego motyla to Glacial Apollo lub Japanese Clouded Apollo. Opisany przez Arthura Gardinera Butlera w 1866. Niekiedy traktowany jest jako podgatunek Parnassius stubbendorfi, jednak wyniki badań genetycznych przemawiają za uznawaniem P. glacialis za odrębny gatunek.
Skamieniałości oznaczone jako P. glacialis znane są ze środkowego eocenu (48 MAA). Uważa się, że zlodowacenie plejstoceńskie było głównym bodźcem powodującym specjację P. stubbendorfi i P. glacialis.
Gąsienice spotykane na Corydalis incisa, C. ambigua, C. decumbens, C. remota, Aristolochia debilis.
Podgatunki:
- Parnassius glacialis anachoreta Bryk, 1936
- Parnassius glacialis aomoriensis Eisner, 1939
- Parnassius glacialis citrinarius Motschulsky, 1866
- Parnassius glacialis clathratus Bryk, 1914
- Parnassius glacialis geisha Bryk & Eisner, 1932
- Parnassius glacialis hokkaidensis Bryk & Eisner, 1932
- Parnassius glacialis janine Eisner, 1963
- Parnassius glacialis kyotonis Matsumura, 1937
- Parnassius glacialis mikado Bryk & Eisner, 1932
- Parnassius glacialis naganoensis Bryk & Eisner, 1932
- Parnassius glacialis noguchii Arakawa, 1936
- Parnassius glacialis shikokuensis Nakahara, 1935
- Parnassius glacialis sinicus Bryk, 1932
- Parnassius glacialis sympleetus Bryk, 1914
- Parnassius glacialis sulphurus Antram, 1924
- Parnassius glacialis tajanus Bryk, 1932